# Флери, Жан (корсар)
Жан Флери или Флорин (фр. Jean Fleury; 1480-е, Нормандия, метрополия Франции — 1527, Толедо) — французский морской офицер и капер. Наиболее известен захватом двух из трех испанских галеонов, которые перевозили в Испанию сокровища ацтеков, захваченные Эрнаном Кортесом в Мексике, который считается самым первым случаем посягательства на собственность испанской короны в Атлантическом регионе.

## Происхождение, ранние годы жизни
Сведений о ранних годах жизни Жана Флери практически не сохранилось. Известно, что он родился  во Ватвиле, Нормандия, а уже в юности поступил на службу к Жану Анго, крупному судовладельцу и союзнику Франциска I. На службе достиг должности капитана. Во время Итальянской войны командовал небольшой эскадрой состоящей из 8 кораблей. Существующая точка зрения, согласно которой Жан Флёри и Джованни да Верраццано — одно и тоже лицо, была опровергнута ещё в начале XX века итальянским исследователем Луиджи Просперо Перагалло.  

## Каперская деятельность
Весной 1523 года Жан Флёри отправился со своей флотилией к Азорским островам. Недалеко от острова Санта-Мария флотилия Флери атаковала испанские корабли, отправленные Эрнаном Кортесом из Мексики с сокровищами ацтеков.
Флёри захватил 2 судна, среди пленников был один из капитанов Кортеса — Авила. Флери досталась богатая добыча, которая кроме золота и драгоценных камней содержала также отчет Кортеса о завоевании Мексики.
Берналь Диас дель Кастильо, в своей «Подлинной истории завоевания Новой Испании» писал о том, что: 
 Всю свою добычу Жан Флорин [Флёри] благополучно доставил во Францию и так богато одарил своего короля, что весь мир дивился и завидовал богатству нашего великого императора. Французский король, говорят, сказал, что с такими, дескать, средствами, конечно, легко вести разные войны; к тому же он не прочь увидеть завещание праотца Адама, по которому наш император и король Португалии поделили между собой весь свет; а пока этого завещания нет, он, дескать, всегда готов признать правильность любого французского приза. Действительно, король этот вновь отправил Жана Флорина с армадой в море...» 
После того, как Жану Анго стало известно о результатах атаки на испанские суда и захваченной Флёри добыче, то все принадлежащие ему 70 кораблей, стали пиратскими, а воды Карибского моря стали кишеть судами, которые постоянно атаковали испанский флот. По этой причине Император Карл V лично отдал приказ о поиске Флёри.
В 1527 годы корабль Флери был атакован шестью крупными военными фрегатами Испанской Короны. Из-за отсутствия пушек на корабле, которые пират ранее передал французской армии, он был захвачен в плен и отправлен ко двору короля Испании Карла V. По личному приказу короля, Флери приговорили к смертной казни на виселице. Приговор был приведен в исполнение 13 октября 1527 года в Кольменар-де-Аренас близ Толедо, а остальные члены его команды были отпущены на свободу только через несколько лет.

## Значение деятельности
После первой атаки Флери на корабли Испанской короны, все суда идущие из Америки в Европу, начали совершать переходы под конвоем, что стало началом создания системы, известной как серебряный флот, и которая действовала на протяжении нескольких столетий.